# 士科德州
士科德州是阿爾巴尼亞西北部的一个州份。面积为3,562平方公里，人口数量为197,177（2021年）。州府为斯库台市。该州下分为5个市镇：富舍阿勒茲、大马勒西、普克、斯库台和沃德耶。該州與庫克斯州、列澤州相鄰。而該州的斯庫台湖与黑山接壤。

## 图集

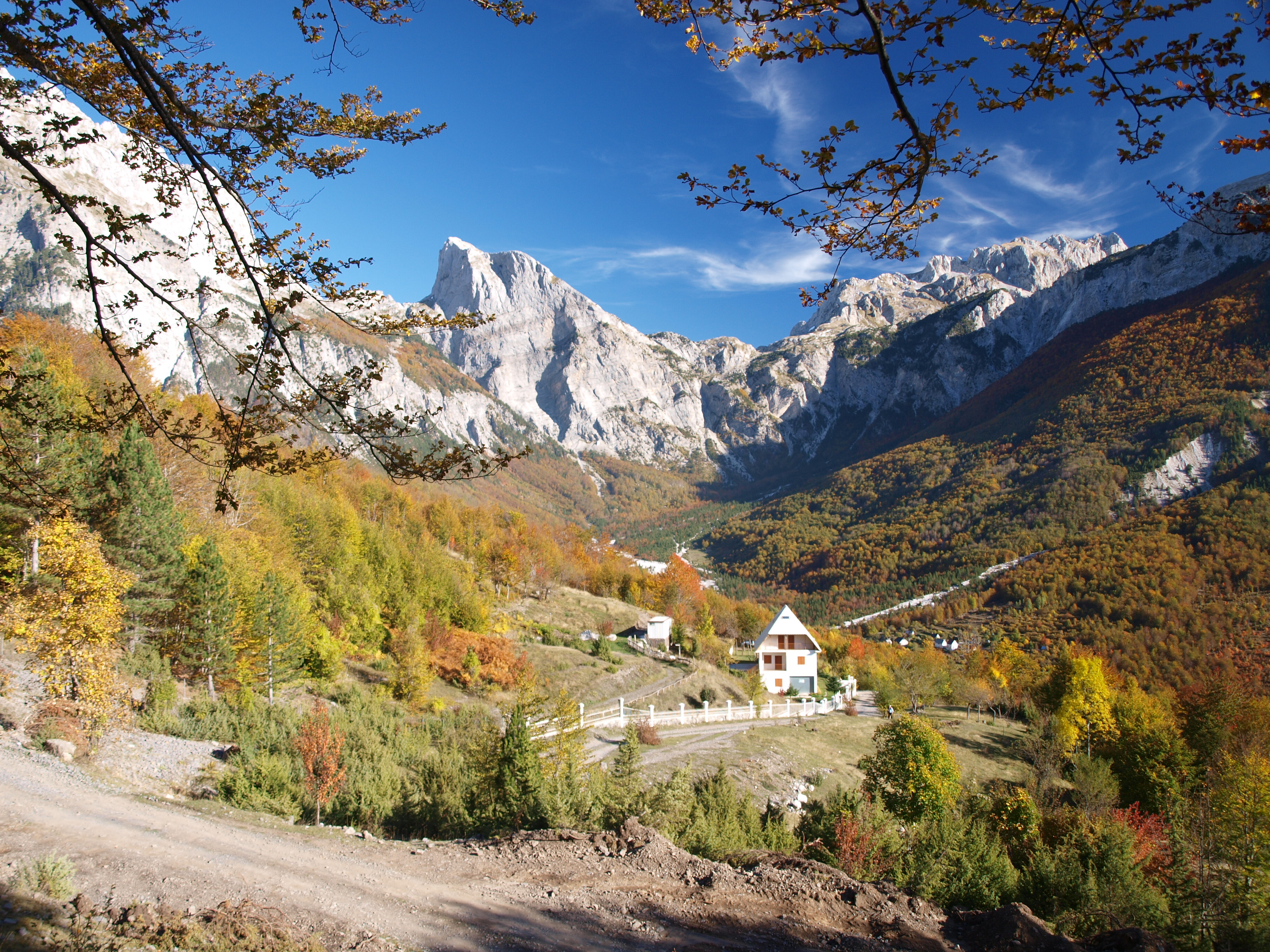
瑟斯國家公園
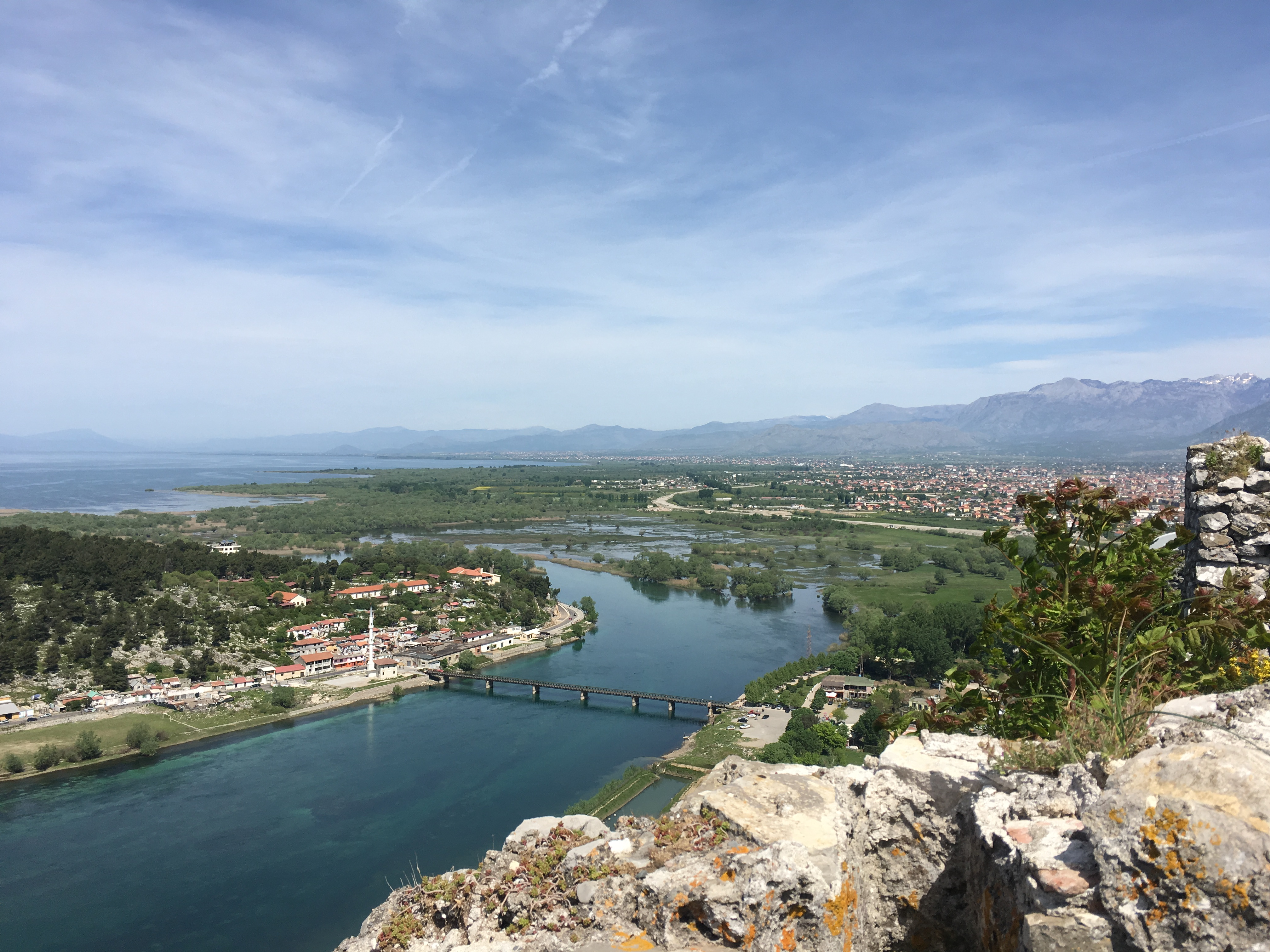
布纳河
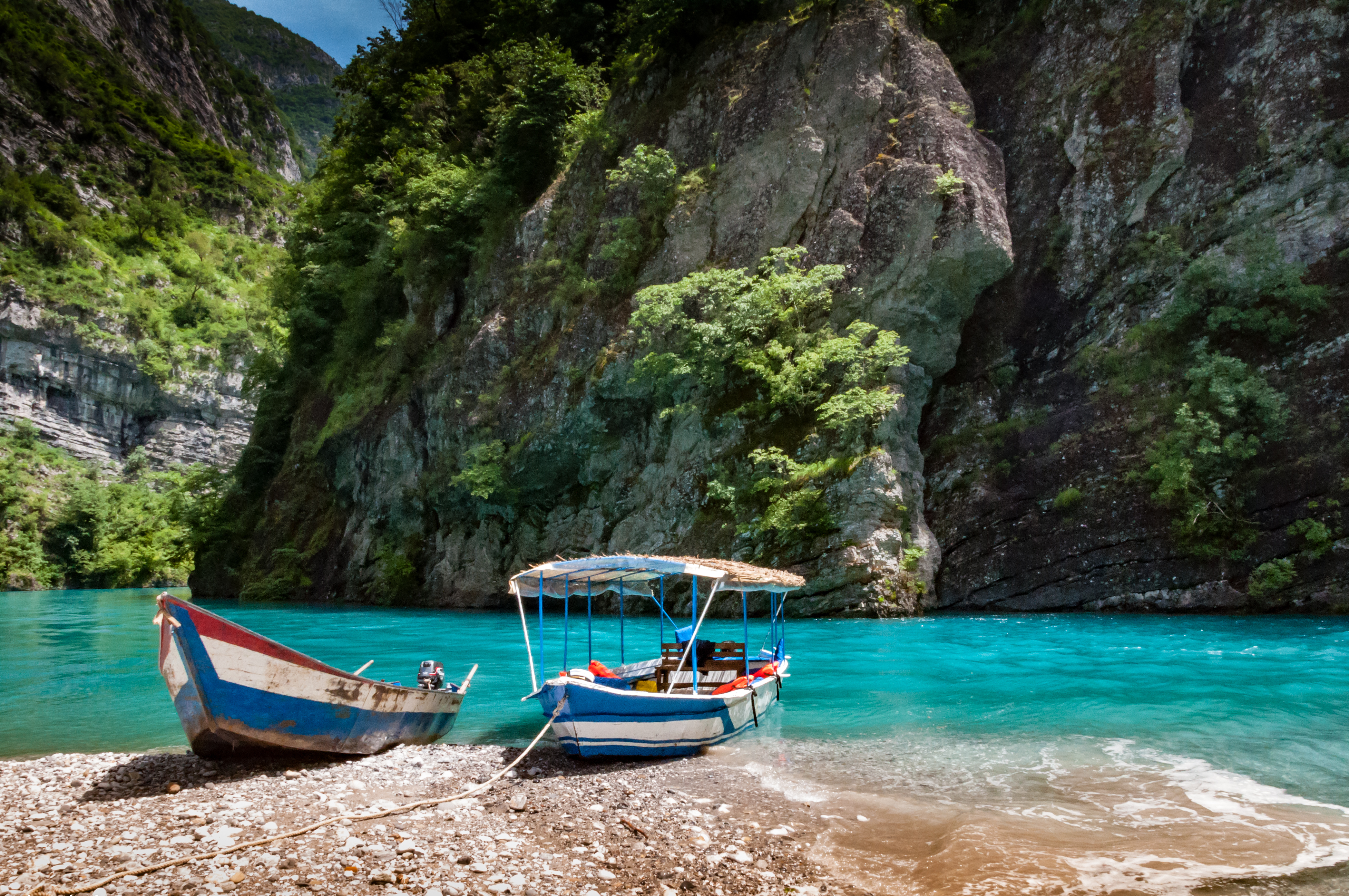
科曼湖
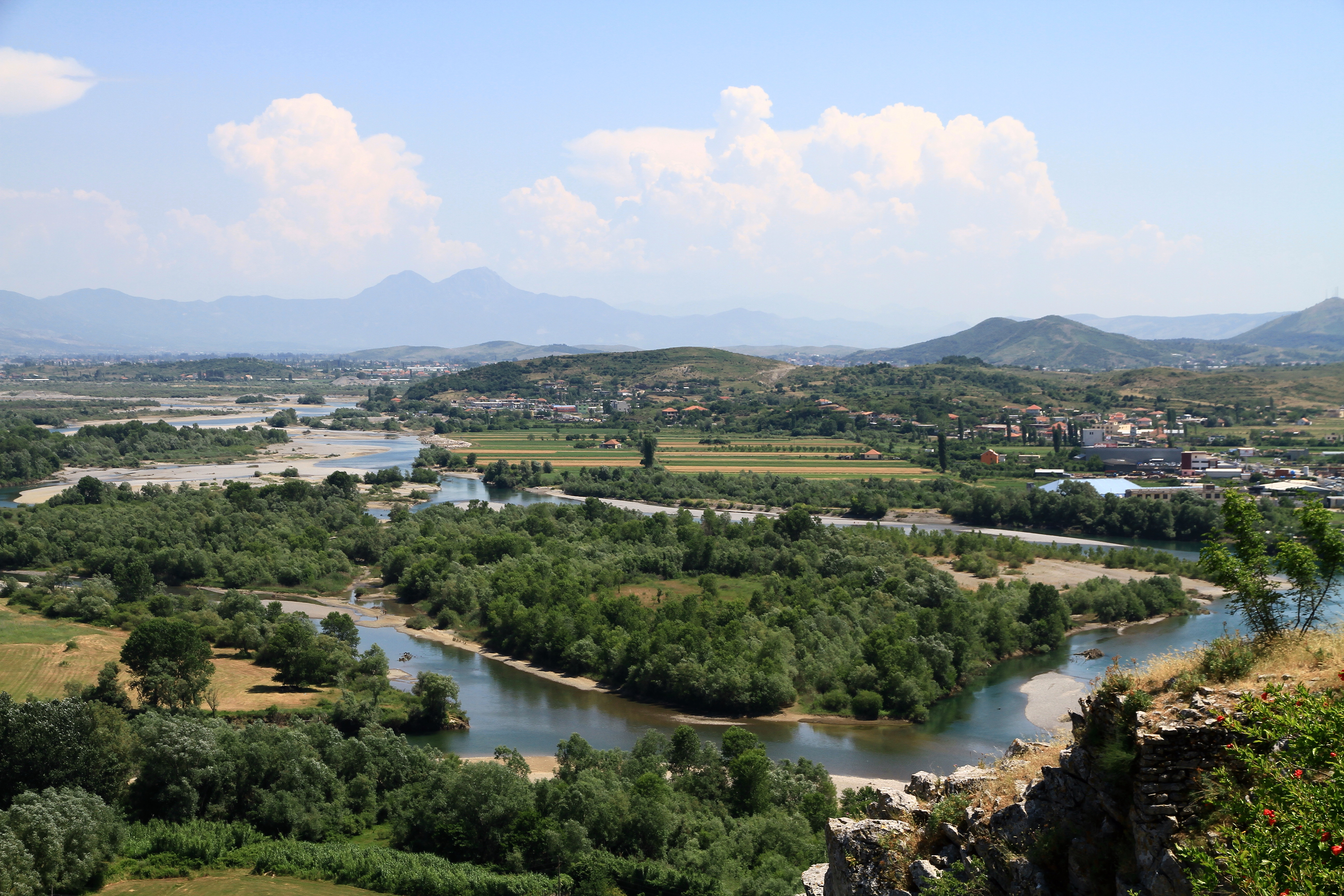
德林河
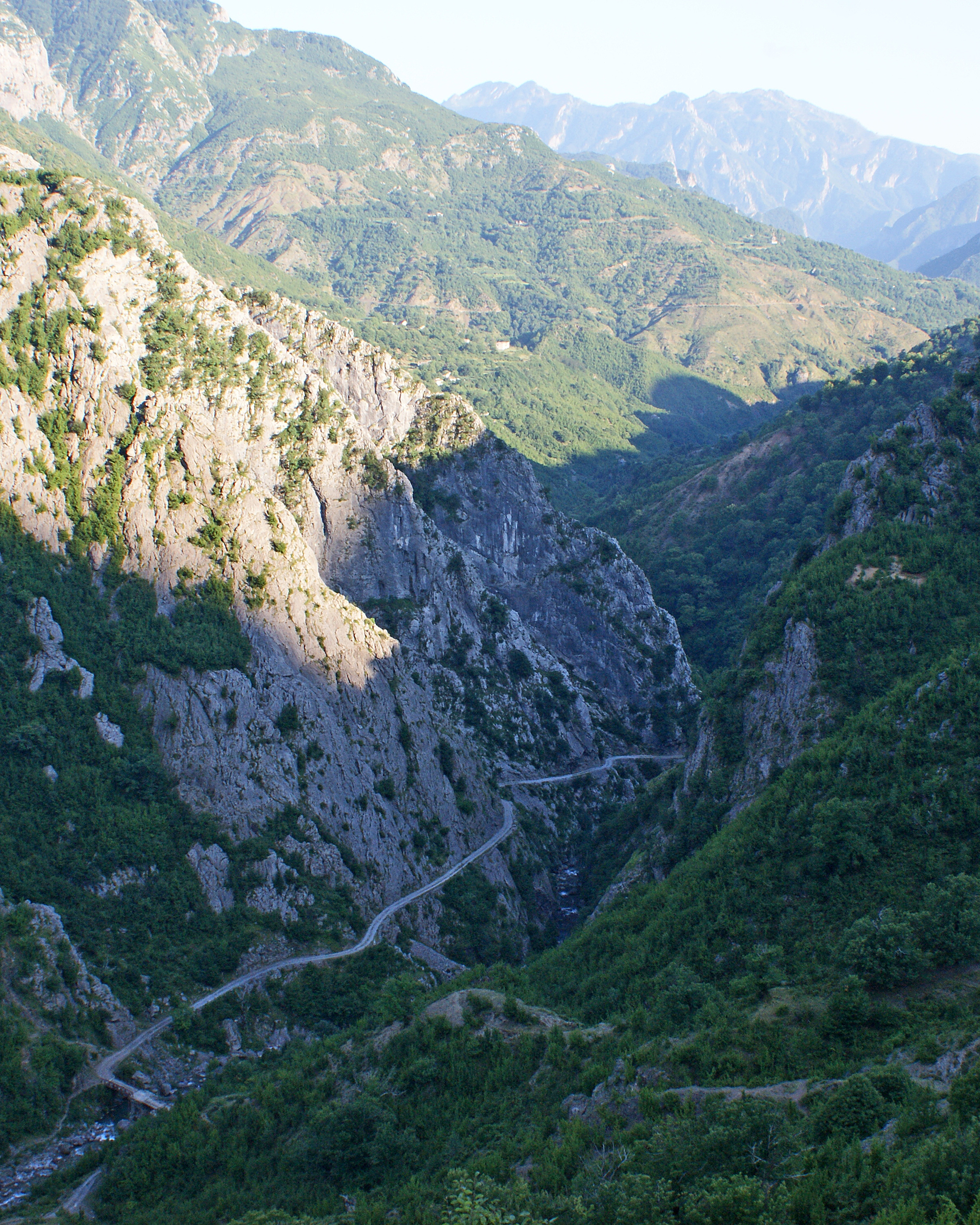
Kir Gorge